# 이시노 탓쿄
이시노 분민(1967년 12월 26일~) 예명 이시노 탓쿄(石野卓球)는 시즈오카현 시즈오카시 출신의 일본의 남자 음악가, 싱어송라이터, 디스크 자키, 음악 프로듀서이다. 덴키 그루브의 일원이다.